# Hoazinoides
A Hoazinoides a madarak (Aves) osztályának a hoacinalakúak (Opisthocomiformes) rendjébe, ezen belül a hoacinfélék (Opisthocomidae) családjába tartozó fosszilis madárnem.

## Tudnivalók
A Hoazinoides a középső miocén korszakban élt, ott ahol ma a dél-amerikai Kolumbia van. Ebből a fosszilis madárnemből eddig csak egy faj került elő, az úgynevezett Hoazinoides magdalenae. A nemének a neve a ma is élő hoacinnal (Opisthocomus hoazin) való rokonságára utal, míg a fajneve, azaz a magdalenae a lelőhelyét a Magdalena folyómedencét jelöli. E fosszilis madár maradványait a „majom rétegek”-nek becézett Villavieja-formációban találták meg.
Mint a legtöbb fosszilis madarat a Hoazinoidest is, csak töredékes maradványokból ismerjük. A holotípus, melynek tárolószáma, UCMP 42823, a koponya hátsó részének egy darabkájából, valamint néhány végtagcsontból áll. Ezekből a csontokból az őslénykutatók megállapították, hogy ez a madár nagyon hasonlított a mai hoacinra, bár kisebb volt nála; továbbá a  falcsontja (os parietale) konkáv alakú, valamint a coracoid csontja és a szegycsontja (sternum) nincsenek összeforrva. 1997-ben Tab Rasmussen az eltérések miatt megalkotta e madárnak a Hoazinoididae családot; az áthelyezést a legtöbb kutató nem tartja érvényesnek. A lábfejei a modern bagolyfélékéhez (Strigidae) hasonlít, mivel a negyedik lábujját hátra tudja forgatni. A singcsontjai (ulna) és a kézcsontjai igen hasonlítanak a hoacinéhoz, emiatt az egy családba való sorolásuk érvényes.

## Fordítás
- Ez a szócikk részben vagy egészben  a   Hoazinoides című angol Wikipédia-szócikk ezen változatának fordításán alapul.  Az eredeti cikk szerkesztőit annak laptörténete sorolja fel. Ez a jelzés csupán a megfogalmazás eredetét és a szerzői jogokat jelzi, nem szolgál a cikkben szereplő információk forrásmegjelöléseként.